# Louvières (Alto Marne)
 Louvières  es una población y comuna francesa, en la región de Champaña-Ardenas, departamento de Alto Marne, en el distrito de Chaumont y cantón de Nogent.

## Demografía[2]
| 205 | 225 | 213 | 256 | 265 | 256 | 257 | 246 | 274 | 280 | 283 | 282 | 266 | 256 | 266 | 247 | 202 | 207 | 194 | 195 | 187 | 177 | 183 | 168 | 152 | 123 | 164 | 183 | 166 | 143 | 142 | 138 | 125 | 110 |
| Para los censos de 1962 a 1999 la población legal corresponde a la población sin duplicidades (Fuente: INSEE [Consultar]) |     |     |     |     |     |     |     |     |     |     |     |     |     |     |     |     |     |     |     |     |     |     |     |     |     |     |     |     |     |     |     |     |     |